# Тетовска художествена галерия
Националната институция Художествена галерия - Тетово (на македонска литературна норма: Национална установа Уметничка галерија - Тетово; на албански: Instituti Nacional Galeria e Arteve Pamore Tetovë) е художествена галерия в град Тетово, Северна Македония. Помещава се в Чифте хамам, на левия бряг на река Пена.
В галерията функционират 3 сектора – художествен, административен и образователен. Финансира се от Министерството на културата на Република Македония и от дарения.
Хамамът през вековете е обновяван многократно, но запазва оригиналния си изглед. Последната реставрация е от 2005 до 2007 година и след нея хамамът става художествена галерия.